# Кирчигаз
Кирчигаз — деревня в Ачитском городском округе Свердловской области. Управляется Каргинским сельским советом.

## География
Деревня располагается по обоим берегам реки Кирчигазик в 34 километрах на юго-восток от посёлка городского типа Ачит.

### Часовой пояс
Кирчигаз, как и вся Свердловская область, находится в часовой зоне МСК+2. Смещение применяемого времени относительно UTC составляет +5:00.

## Население
| 2002 | 2010 | 2021 |
| ---- | ---- | ---- |
| 102  | ↘77  | ↘27  |

## Инфраструктура
Деревня разделена на две улицы: Новая и Центральная.